# Pallavolo ai XXXI Giochi mondiali universitari estivi
Il torneo di pallavolo ai XXXI Giochi mondiali universitari estivi si è disputato durante la XXXI edizione dei Giochi mondiali universitari estivi, che si è svolta a Chengdu nel 2023.

## Podi
| Evento                         | Oro    | Argento  | Bronzo  |
| Pallavolo maschile (dettagli)  | Italia | Polonia  | Cina    |
| Pallavolo femminile (dettagli) | Cina   | Giappone | Polonia |